# تپه شیخ عالی
تپه شیخ عالی مربوط به عصر مس و سنگ - دوره سلجوقیان است و در شهرستان کرمانشاه، بخش مرکزی، دهستان پشت دربند، ۱ کیلومتری شمال روستای زین الدین، ۱ کیلومتری جنوب روستای کولان واقع شده و این اثر در تاریخ ۱۵ دی ۱۳۸۷ با شمارهٔ ثبت ۲۴۱۳۸ به‌عنوان یکی از آثار ملی ایران به ثبت رسیده است.